# Królik popielański biały

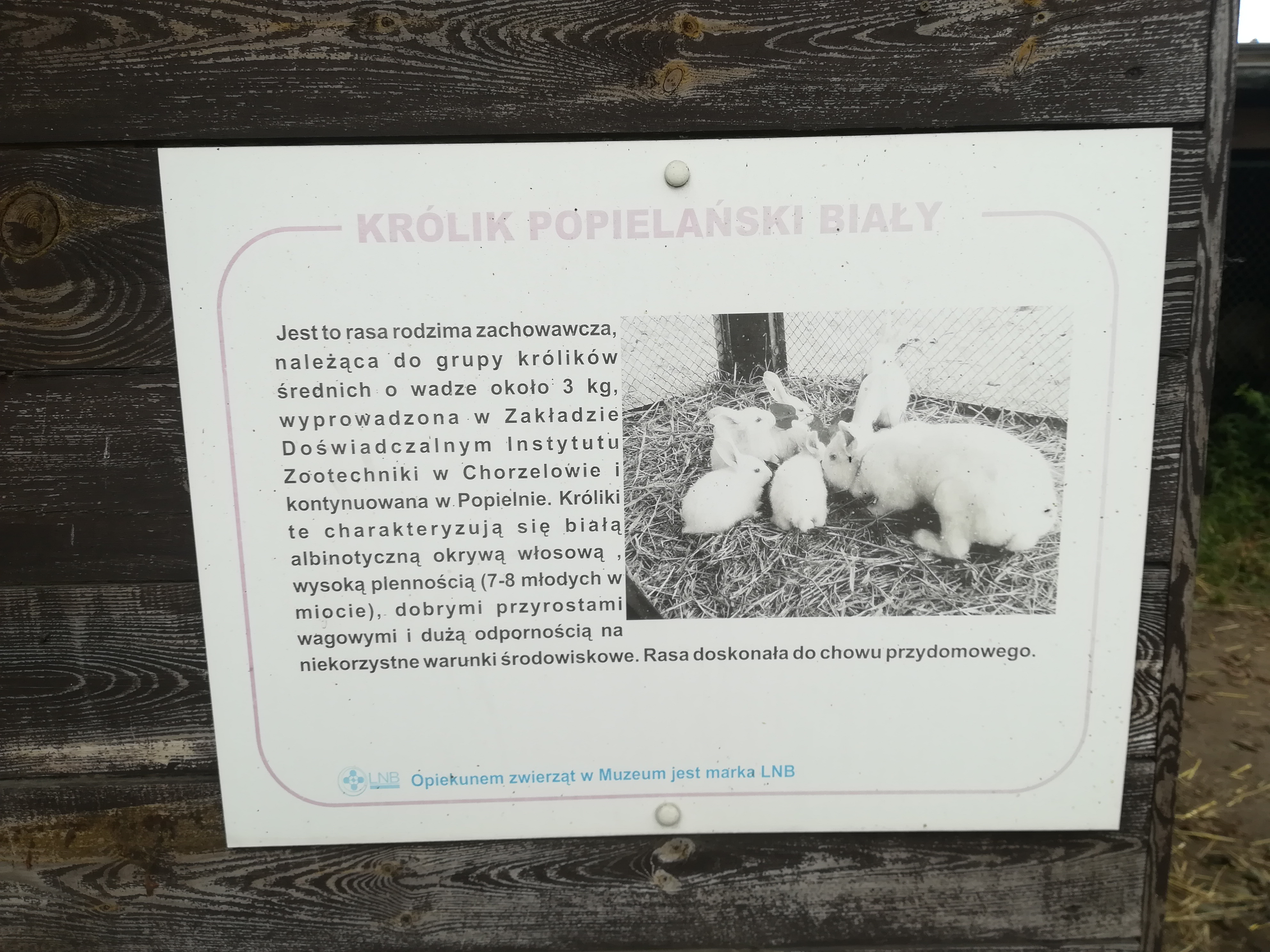
Tablica informacyjna o króliku popielańskim białym w Muzeum Narodowym Rolnictwa i Przemysłu Rolno-Spożywczego w Szreniawie

Królik popielański biały – polska rasa królika, jedyna rodzima rasa królika w Polsce.

## Historia
Prace nad utworzeniem rasy rozpoczęto w 1950 roku w Zakładzie Doświadczalnym Instytutu Zootechniki w Chorzelowie. Działaniami tymi kierował profesor Z. Kamiński. Dalsze prace prowadzono w Zakładzie Doświadczalnym Polskiej Akademii Nauk w Popielnie, co dało asumpt nazwie rasy.
Genetycznym materiałem wyjściowym były króliki polskie albinotyczne (średnio 2,5-kilogramowe), które w liczbie dwudziestu sztuk zostały kupione na targu w Myślenicach, jak również przejęte ze zlikwidowanego Zakładu Doświadczalnego w Brzeziu w tej samej liczbie. Z ich części w końcu lat 50. XX wieku utworzono stado, które krzyżowano jednorazowo królikami rasy belgijski olbrzym szary, co miało zaowocować zwiększeniem masy ciała. Stosowano heterospermię (samice były kryte kolejno przez dwa samce). Wynikiem krzyżowania było uzyskanie pokolenia mieszańców o szarej barwie okrywy włosowej, które dalej kojarzono między sobą, a potem prowadzono dalsze prace w tym zakresie na kolejnych pokoleniach. Przez kilka lat stosowano zimny chów ciężarnych matek (drewniane klatki na wolnym powietrzu), celem wytworzenia poprawy okrywy włosowej u młodych. Ostatecznie w 1964 roku uzyskano w Popielnie stado królików o jednolitej, albinotycznej barwie uwłosienia. Kontynuatorem prac był doktor Wł. Karłowicz. W 1965 roku ferma królików z Popielna została dzięki jego staraniom przeniesiona do Instytutu Genetyki i Hodowli Zwierząt w Jastrzębcu. W efekcie prowadzonych badań i wieloletniej pracy selekcyjnej było ugruntowanie cech fenotypowych i wszystkich ważniejszych cech produkcyjnych rasy. W 1989 roku Ministerstwo Rolnictwa i Gospodarki Żywnościowej zatwierdziło wzorzec oceny dla królika popielańskiego białego.

## Cechy charakterystyczne
Do cech charakterystycznych rasy należą:
- biała okrywa włosowa,
- stosunkowo liczebne mioty (7–8 młodych w miocie),
- stosunkowo dobry odchów (sięga średnio 6,5 króliczęcia w miocie),
- bardzo dobre tempo wzrostu młodych (w wieku 90 dni uzyskują one masę 2,7 kg przy jednoczesnej wysokiej wydajności rzeźnej – do 60%),
- bardzo wysokie cechy adaptacyjne do surowych warunków chowu – jest to zatem rasa idealna do chowu przyzagrodowego[1].